# Semecarpus humilis
Semecarpus humilis är en sumakväxtart som beskrevs av Evrard & Tardieu. Semecarpus humilis ingår i släktet Semecarpus och familjen sumakväxter. Inga underarter finns listade i Catalogue of Life.